# 圣叙尔皮斯拉福雷
圣叙尔皮斯拉福雷（法語：Saint-Sulpice-la-Forêt，法語發音：[sɛ̃ sylpis la fɔʁɛ]）是法国伊勒-维莱讷省的一个市镇，位于该省中南部，属于雷恩区和雷恩都会区，其市镇面积为6.72平方公里，2022年1月1日时人口数量为1557人。
圣叙尔皮斯拉福雷是雷恩都会区的组成部分，位于雷恩市区东北大约17公里。

## 地名
“拉福雷”（La Forêt）在法语中意为“森林”，其名称与当地东部的大片林地有关；“圣叙尔皮斯”则是一个天主教人物。

## 行政
圣叙尔皮斯拉福雷的邮政编码为35250，INSEE市镇编码为35315。

## 地理

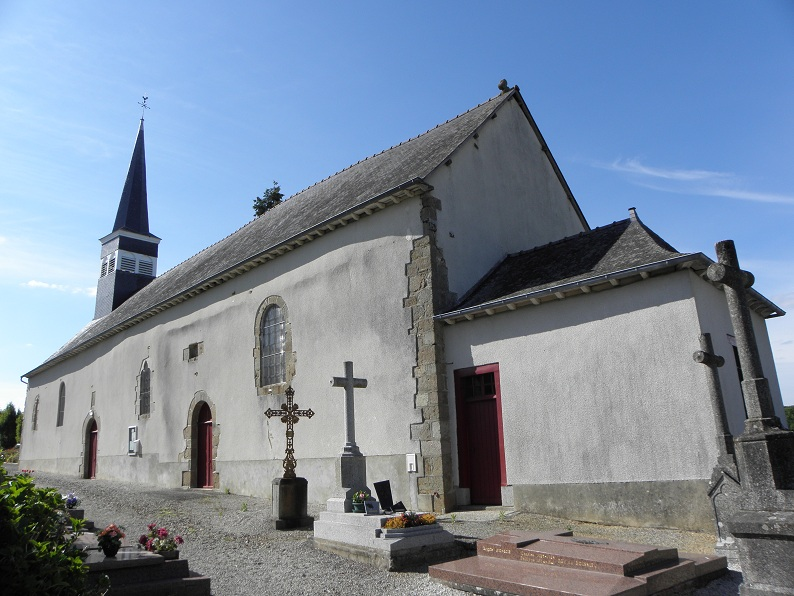
圣叙尔皮斯拉福雷教堂

圣叙尔皮斯拉福雷（48°13'5"N, 1°34'46"W）位于法国西北部，布列塔尼大区东部和伊勒-维莱讷省中部，距离省会雷恩大约17公里。
与圣叙尔皮斯拉福雷接壤的市镇包括：伊莱河畔沙内、穆阿泽、舍韦涅、贝通、托里涅-富亚尔、利夫雷。
圣叙尔皮斯拉福雷境内地势平坦，海拔在46至92米之间。
弗雷奈溪（ruisseau de Fresnay）自东向西流经圣叙尔皮斯拉福雷境内。
按照柯本气候分类法，圣叙尔皮斯拉福雷属于较为典型的温带海洋性气候，全年温差较小，降水分布均匀。

## 交通
伊勒-维莱讷省省道D97线、D227线和D528线经过圣叙尔皮斯拉福雷境内。雷恩公交70路和94经过圣叙尔皮斯拉福雷境内并设有站点。

## 政治
现任圣叙尔皮斯拉福雷市长为扬·于奥梅先生（Yann Huaumé），他是一名左翼无党派人士。

## 人口
| 年份   | 1936 | 1946 | 1954 | 1962 | 1968 | 1975 | 1982 | 1990  | 1999  | 2006  | 2011  | 2016  | 2018  |
| ------ | ---- | ---- | ---- | ---- | ---- | ---- | ---- | ----- | ----- | ----- | ----- | ----- | ----- |
| 人口數 | 308  | 319  | 306  | 299  | 325  | 509  | 731  | 1,064 | 1,307 | 1,429 | 1,433 | 1,302 | 1,378 |

## 历史遗迹
圣叙尔皮斯拉福雷圣母修道院为法国国家文物保护单位。